# Sicyocarya
Sicyocarya là một chi thực vật có hoa trong họ Cucurbitaceae.

## Hình ảnh

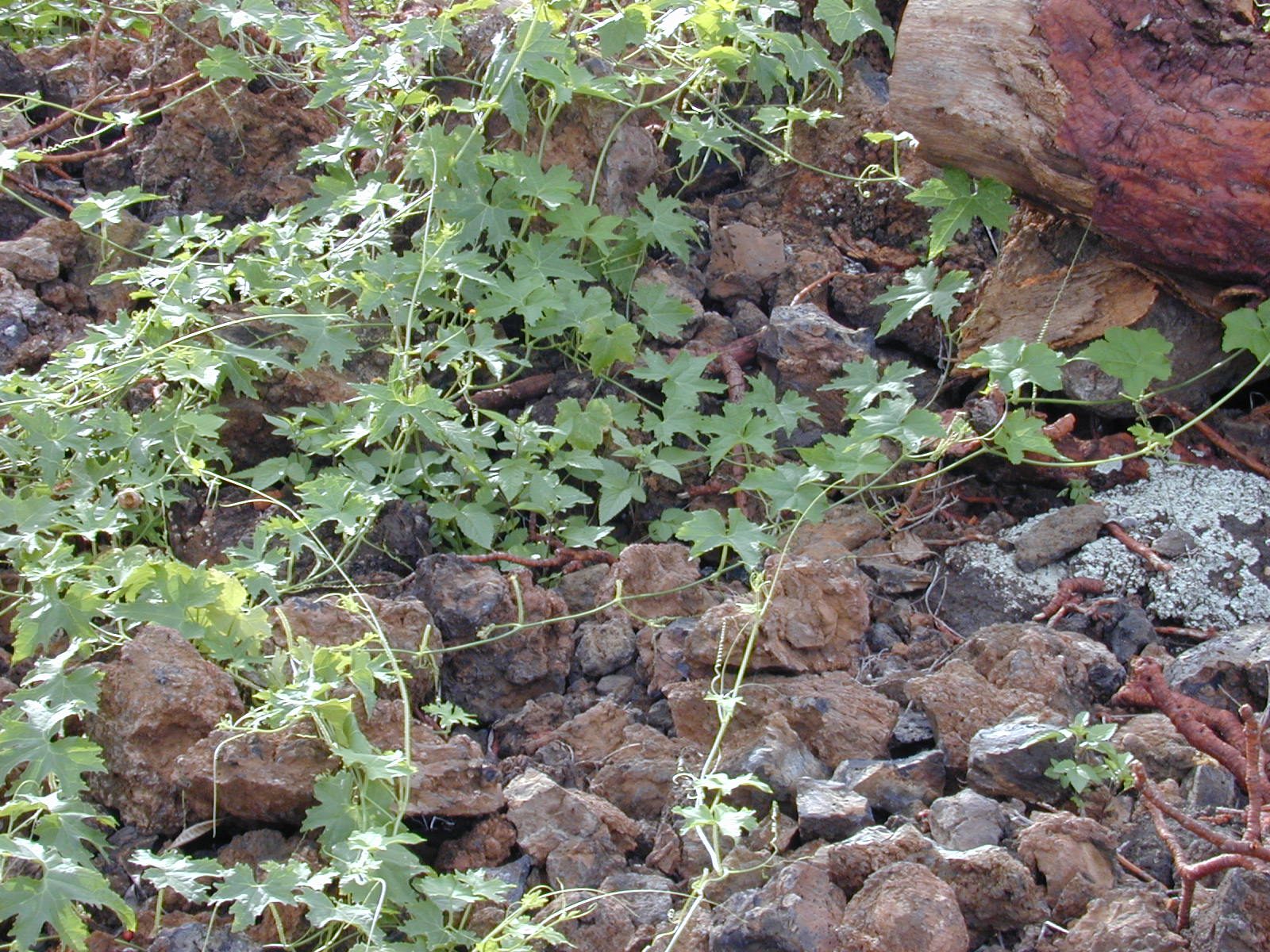
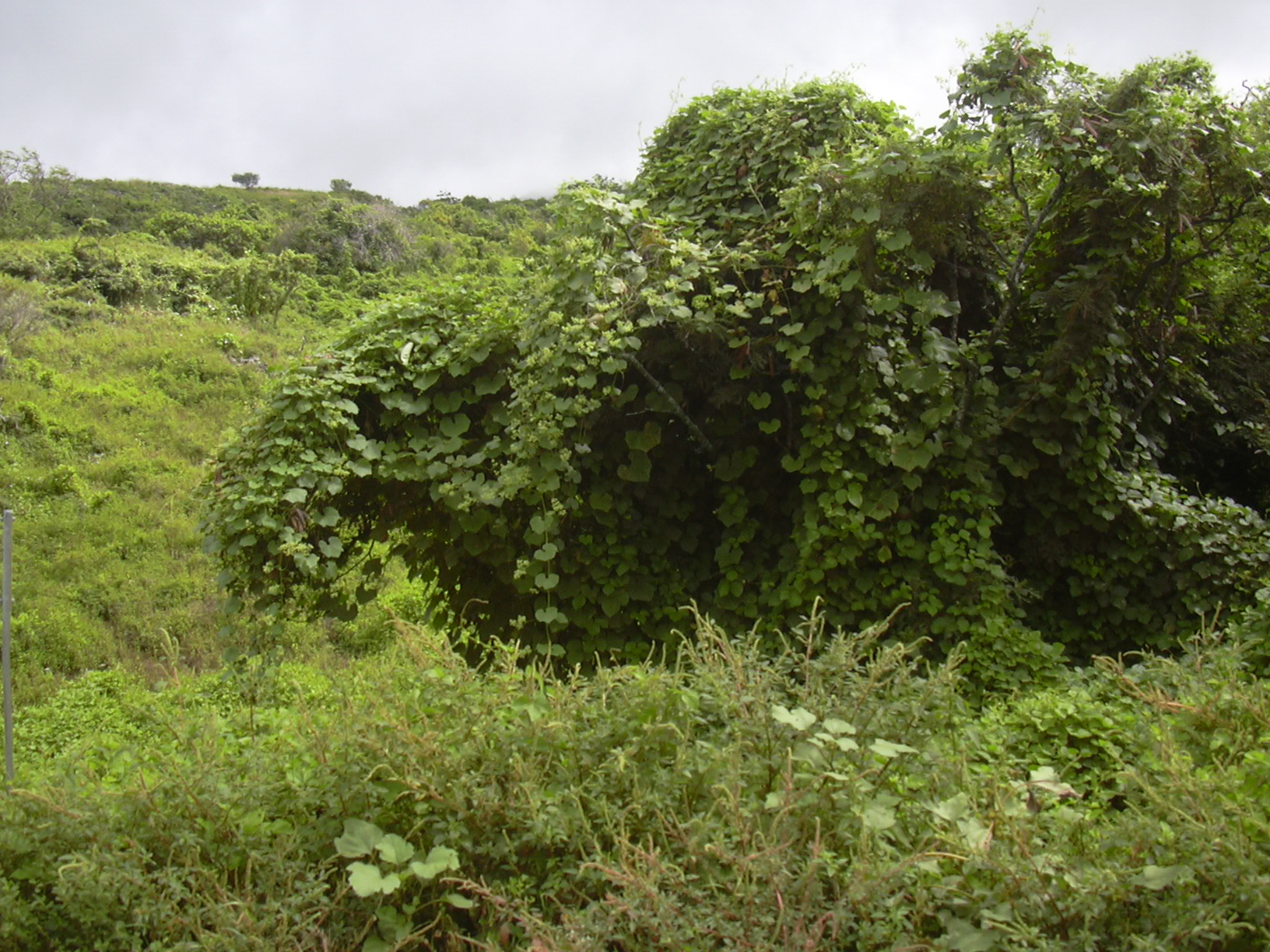
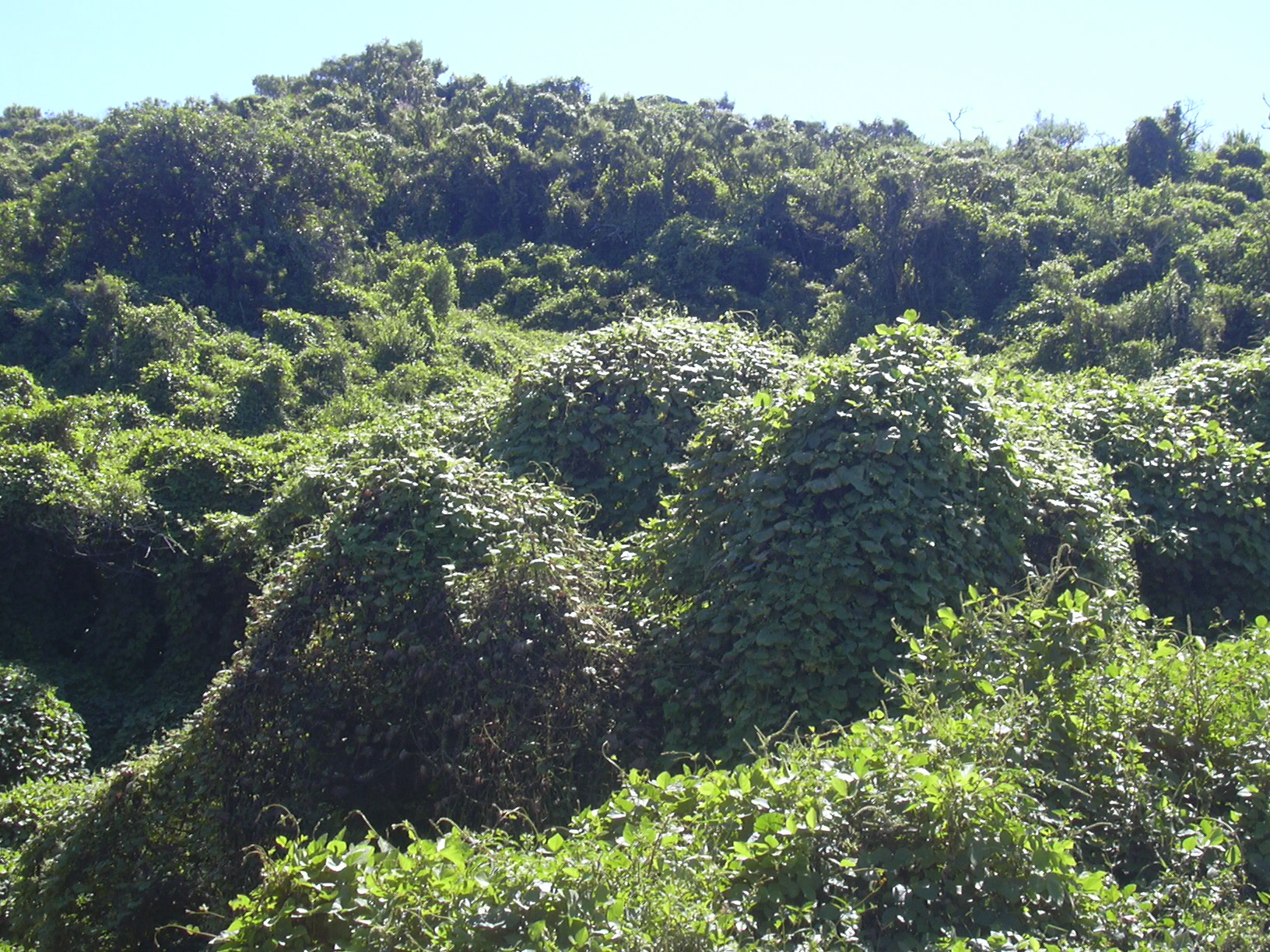
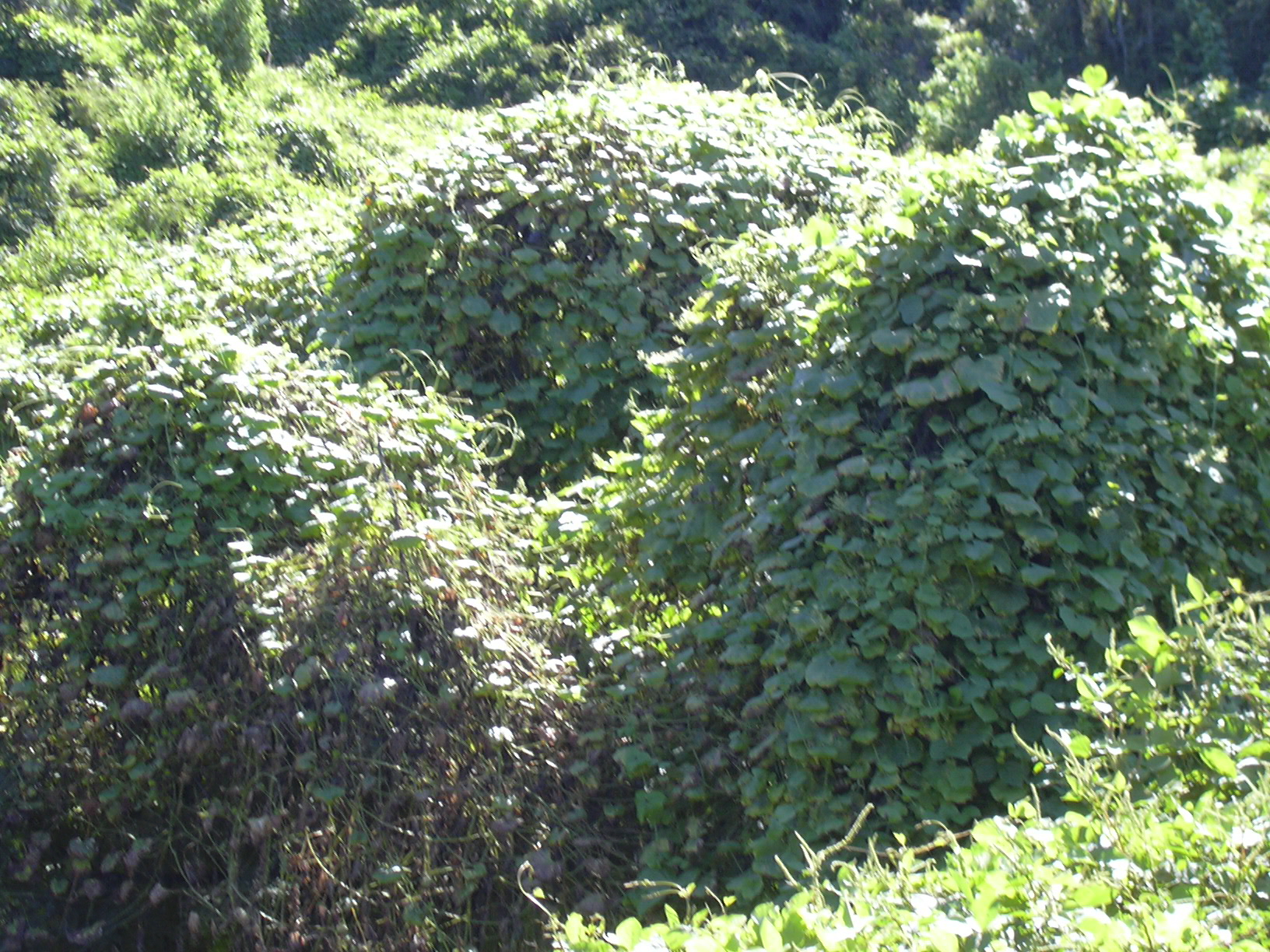

## Loài
Chi Sicyocarya gồm các loài: